# Star Wars: The Last Jedi
Star Wars: The Last Jedi, även känd som Star Wars: Episod VIII – The Last Jedi, är en amerikansk science fiction-film, skriven och regisserad av Rian Johnson. Den utgör den åttonde delen i filmsagan  Star Wars och är uppföljaren till Star Wars: The Force Awakens. Filmen produceras av Lucasfilm och distribueras av Walt Disney Studios Motion Pictures. I filmen medverkar skådespelarna Mark Hamill, Carrie Fisher, Adam Driver, Daisy Ridley, John Boyega, Oscar Isaac, Lupita Nyong'o, Domhnall Gleeson, Anthony Daniels, Gwendoline Christie, Andy Serkis, Benicio del Toro, Laura Dern och Kelly Marie Tran. Musiken  komponeras av John Williams. Den hade Sverigepremiär den 13 december 2017.

## Handling
Rey befinner sig på Lukes ö för att lära sig mer om kraften och för att få hjälp i kriget mot ”the first order”.   Luke vägrar att lära henne att bli en Jedi eftersom Kylo Ren gick över till den mörka sidan när han tränade honom, men går motvilligt med på att visa henne kraften till slut. Rebellerna blir anfallna i rymden och deras stjärnkryssare håller på att få slut på bränsle. Rey åker till Kylo Ren för att försöka omvända honom, men Snoke tar Rey och försöker att omvända henne istället men hon vägrar. Snoke ber då Kylo Ren att döda Rey, men Kylo Ren dödar Snoke istället och förklarar sig som härskare över galaxen. Rebellerna  flyr till en gruvplanet, där de utsätts för försök att utplånas och Luke kommer till deras undsättning för att ge dem tid att rymma från grottan de befinner sig i. Dock visar det sig att öppningen på baksidan är täckt med stenbumlingar men som Rey kan lyfta bort med kraften. Luke som projicerat sig själv i striden mot Kylo Ren, försvinner efter den sista kraftansträngningen. Rebellerna lyckas fly i Årtusendefalken. En liten pojke på planeten Canto Bight känner något i kraften och tittar upp på stjärnhimlen.

## Rollista
- Mark Hamill – Luke Skywalker[3][4]
- Carrie Fisher – General Leia Organa[4][5][6][7]
- Adam Driver – Kylo Ren[4]
- Daisy Ridley – Rey[4]
- John Boyega – Finn[4][8]
- Oscar Isaac – Poe Dameron[4][9]
- Andy Serkis – Supreme Leader Snoke[4]
- Domhnall Gleeson – General Hux[4]
- Kelly Marie Tran – Rose Tico[10]
- Laura Dern – Vice Admiral Amilyn Holdo[10]
- Benicio del Toro – DJ[11][10]
- Anthony Daniels – C-3PO[4]
- Gwendoline Christie – Captain Phasma[4][12]
- Lupita Nyong'o – Maz Kanata[4]
- Frank Oz – Yoda (röst)
- Peter Mayhew/Joonas Suotamo – Chewbacca[4][13][14]
- Billie Lourd – Löjtnant Connix[15]
- Amanda Lawrence – Commander D'Acy
- Veronica Ngo – Paige Tico
- Mark Lewis Jones – Captain Canady
- Adrian Edmondson – Captain Peavey
- Timothy M. Rose – Admiral Ackbar[14]
- Tom Kane – Admiral Ackbar (röst)
- Bill Hader/Ben Schwartz – BB-8 (röst)
- Jimmy Vee – R2-D2[16]
- Justin Theroux – Master Codebreaker
- Hermione Corfield – A-Wing Pilot Tallie
- Noah Segan – X-Wing Pilot Starck
- Jamie Christopher – X-Wing Pilot Tubbs
- Paul Kasey – C'ai Threnalli
- Kate Dickie – Hux's First Order Monitor
- Ralph Ineson – Senior First Order Officer
- Crystal Clarke – Resistance Transport Pilot
- Mike Quinn – Nien Nunb[17]
- Warwick Davis – Wodibin[18]
- Joseph Gordon-Levitt – Slowen Lo (röst)
- Kiran Shah – Neepers Panpick
- Gareth Edwards – Rebellsoldat[19]
- Gary Barlow – Stormtrooper[20]